# Haj Kaddour
Haj Kaddour (arabiska: الحاج قدور) är en ort i Marocko, som i folkräkningen räknas som stad i landskommunen Sidi Slimane Moul Al Kifane. Den ligger i prefekturen Meknès och regionen Fès-Meknès, 130 km öster om huvudstaden Rabat. Antalet invånare var 6 508 vid folkräkningen 2014.